# Artur Cavalcanti do Livramento
Artur Cavalcanti do Livramento (Rio de Janeiro, 9 de outubro de 1853 — Blumenau, 13 de novembro de 1897) foi um militar e político brasileiro.
Filho de Joaquim Augusto do Livramento e de Dulce Pórcia de Albuquerque Cavalcanti do Livramento.
Foi deputado à Congresso Representativo de Santa Catarina na 1ª legislatura (1891 — 1893).